# Station Gemünden (Main)
Station Gemünden (Main) is een spoorwegstation in de plaats Gemünden am Main in de Duitse deelstaat Beieren. Het station wordt bediend door de lijnen Würzburg–Aschaffenburg, Gemünden-Ebenhausen en Flieden-Gemünden.  